# The Jesuit
The Jesuit (There Are No Saints) è un film d'azione del 2022 diretto da Alfonso Pineda Ulloa.

## Trama
Neto Niente, uomo di 40 anni conosciuto come "The Jesuit" ("il Gesuita") viene ingiustamente sbattuto in carcere per un crimine che non ha commesso, ossia l'omicidio di tre persone. Uscito dopo che le finte accuse vengono accertate come false, torna a casa dell'ex moglie Nadia e del figlio di 13 anni Julio, che lo informa delle violenze domestiche che il nuovo fidanzato della madre, Vincent, perpetra contro di lei, e le molestie sessuali che questo compie invece contro di lui. Sentendo queste parole, chiaramente Neto inorridisce, e allo stesso tempo pensa ad un modo per farla pagare a Vincent.
Tuttavia una sera, mentre Neto è al bar col suo amico Carl, Julio lo chiama tutto preoccupato, chiedendogli disperatamente aiuto poiché a casa sua Vincent sta avendo l'ennesimo attacco d'ira, stavolta ancora più violento del solito; Neto subito si precipita a casa loro, ma oramai è troppo tardi: Nadia è stata uccisa con un freddo colpo di pistola da Vincent che, armato, punta la sua pistola anche alla testa del terrorizzato Julio, minacciando Neto di non fare nulla se non vuole perdere anche il figlio.
Detto questo, sotto gli occhi disperati dell'uomo, Vincent rapisce Julio e sparisce nella notte con il suo furgone, diretto in Messico.
Neto escogita un piano pericoloso per salvare suo figlio e vendicare la moglie, piano che lo conduce a trovare Vincent, appunto in Messico, ma senza il ragazzo con sé: Neto perciò lo lega ad una sedia e lo tortura tagliandogli alcune dita e versandogli acqua bollente addosso per farsi dire dov'è il figlio. Presto Vincent confessa di aver letteralmente venduto per 250 $ ad un trafficante di esseri umani, tale Signor. Sans, conosciuto in realtà soprattutto per essere uno dei "boss" della schiavitù sessuale di ragazzini in Messico.
Ancora più sconcertato di prima, dopo varie peregrinazioni e dopo aver conosciuto una ragazza molto intelligente di nome Inez, con cui inizia una relazione e grazie alla quale riesce finalmente a trovare il covo di Sans: qui, riuscito ad entrare fingendosi un "cliente" del boss, estrae subito la pistola e chiede dove sia il figlio; inizia così uno scontro a fuoco, alla fine del quale Neto viene quasi ucciso dagli scagnozzi di Sans. Tuttavia quest'ultimo li ferma e fredda i suoi stessi uomini, affinché Neto possa assistere legato alla morte di Julio, che finalmente l'uomo rivede: il ragazzo, con evidenti segni di violenze sessuali, viene legato a testa in giù e lentamente calato in una vasca piena d'acqua, nella quale alla fine annega, sotto le ancora più atroci sofferenze di Neto.
Con le ultime forza che gli restano, Neto finalmente uccide Sans, e porta via il cadavere dell'amato figlio: l'ultima scena vede Neto e Inez, abbracciati, davanti alla tomba di Julio.

## Produzione

### Cast
Il film, annunciato già nel 2010, all'inizio anche in lingua originale avrebbe dovuto avere il titolo The Jesuit, con come protagonisti Willem Dafoe (nel ruolo di Neto), Michelle Rodriguez (come Inez) e Paz Vega (che ha mantenuto il ruolo di Nadia). Ad ottobre anche Ron Perlman si è unito al cast.
Nel 2012, il regista all'inizio considerato, Paul Schrader, è stato sostituito da Alfonso Pineda Ulloa, così come la maggior parte del cast.

### Riprese
Le riprese del film si sono svolte tra Stati Uniti e Messico, principalmente a Tijuana.

## Distribuzione
Il film è uscito nelle sale cinematografiche statunitensi e direttamente on demand soltanto a partire dal 27 maggio 2022, nonostante il film di per sé fosse già stato completato nel 2014.

## Accoglienza

### Critica
Sul sito web Rotten Tomatoes il film riceve il 26% delle recensioni professionali positive, con un voto medio di 4,5/10, basato su 27 recensioni.
Anche su Metacritic il film ottiene un punteggio medio di 30 su 100, basato su 16 recensioni, indicando "recensioni generalmente sfavorevoli". Su CBR.com il film si è aggiudicato una recensione negativa, così come da parte di Slant Magazine, il quale lo ha valutato con 2 stelle e mezzo su 4.
Al contrario, Roger Ebert ha molto apprezzato il film, assegnandogli un voto di 4 stelle su 5, elogiandone "l'impatto emotivo ma non patetico".